# Улянівка (Тетерівська сільська громада)
Уля́нівка— село в Україні, в Тетерівській сільській територіальній громаді Житомирського району Житомирської області. Населення становить 304 особи.

## Історія
Поруч з селом розташовані поселення VI—VII ст.
У 1906 році село Троянівської волості Житомирського повіту Волинської губернії. Відстань від повітового міста 25 верст, від волості 21. Дворів 76, мешканців 436.
Село постраждало внаслідок геноциду українського народу, проведеного урядом СРСР 1932—1933. При цьому до села приєднано інший населений пункт, фактично знищений комуністами — Спорна Дубрівка.